# Convención dramática

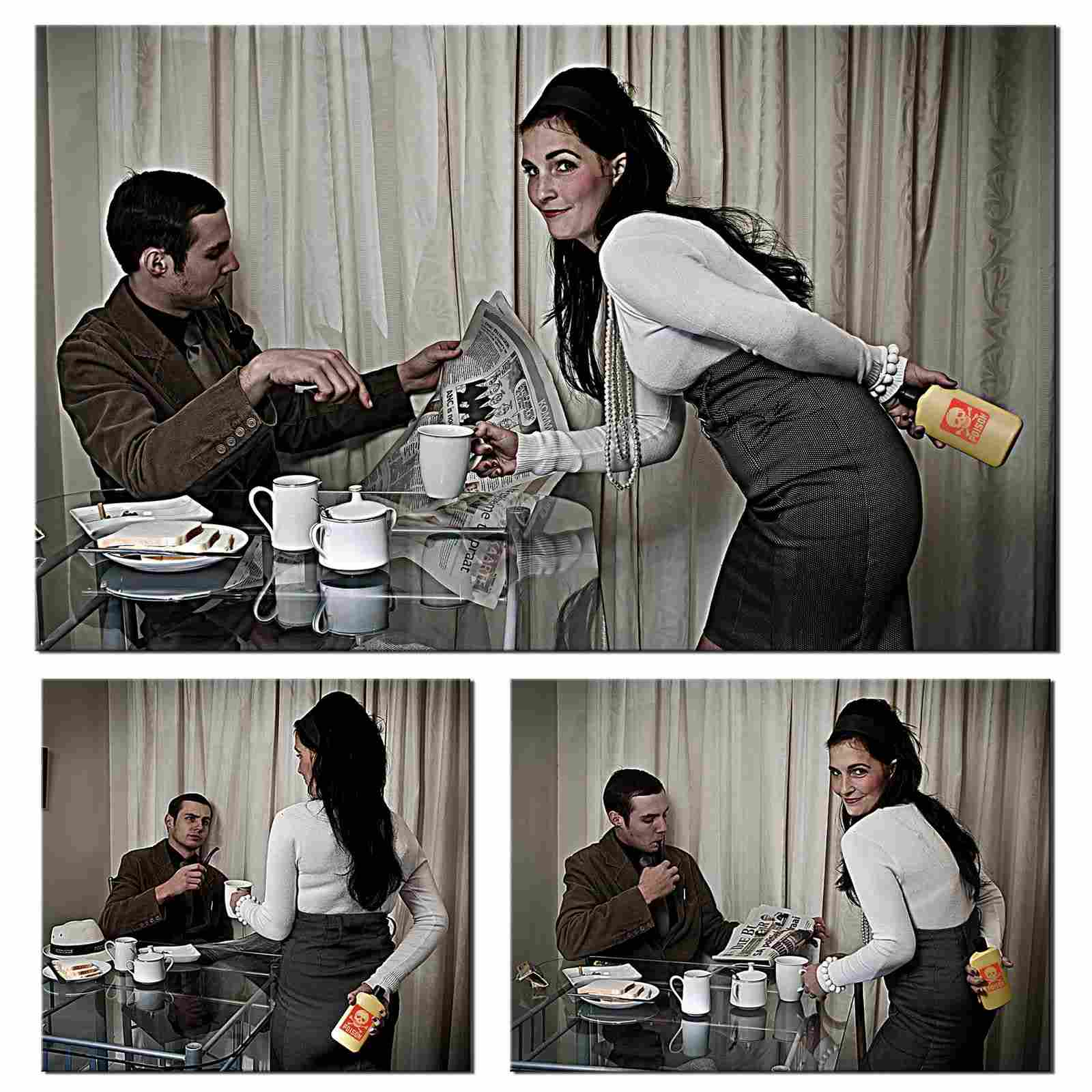
La 4ª pared, es decir, que un actor interpele directamente al público, es una forma de romper una convención.

En el teatro, la convención es el conjunto de acciones, técnicas, presupuestos ideológicos y estéticos, explícitos o implícitos, que el actor, dramaturgo o director ha empleado para crear un efecto/estilo dramático deseado, y permite entablar una comunicación entre el practicante y el espectador. La convención es un contrato establecido entre el autor y el público según el cual el primero compone y pone en escena su obra de acuerdo con normas conocidas y aceptadas por el segundo.
La convención dramática es útil para indicar rápidamente la naturaleza de la acción o de un personaje.
Todas las formas de teatro tienen convenciones dramáticas, algunas de las cuales pueden ser exclusivas de esa forma en particular, como las poses utilizadas por los actores en el kabuki una forma de teatro japonés para establecer un personaje, o el personaje común del villano que se viste de bigote y capa negra al principio series de melodrama de cine.
También puede incluir una faceta inverosímil de una actuación requerida por las limitaciones técnicas o la naturaleza artística de una producción y que el público acepta como parte de la suspensión de la incredulidad. Por ejemplo, una convención dramática en Shakespeare es que un personaje puede moverse hacia abajo para ofrecer un soliloquio que no puede ser escuchado por los otros personajes en el escenario ni son personajes de un musical sorprendidos por otro personaje que rompe a cantar. Un ejemplo más sería cómo la audiencia acepta el paso del tiempo durante una obra de teatro o cómo se reproducirá la música durante una escena romántica.
Las convenciones dramáticas pueden clasificarse en tipos, como las convenciones de ensayo (1), técnicos (2) o teatrales (3). (1) convenciones durante el ensayo incluyen el hot seating, role on the wall y still images. (2) Las convenciones técnicas pueden incluir la iluminación, el diálogo, el monólogo, el escenario, el vestuario y las entradas / salidas. (3) Las convenciones teatrales pueden incluir el foco dividido, los flashbacks y los flashforwards, la narración, el soliloquio y el pensamiento hablado.